# Camponotus oxleyi
Camponotus oxleyi är en myrart som beskrevs av Auguste-Henri Forel 1902. Camponotus oxleyi ingår i släktet hästmyror, och familjen myror. Inga underarter finns listade.